# برنس كانيوشي
برنس كانيوشي (باليابانية: 懐良親王) هو كاتب ياباني، ولد في 1329، وتوفي في 30 أبريل 1383.